# Луаре
Луаре́ (фр. Loiret) — департамент во Франции, один из департаментов Центр — Долина Луары. Порядковый номер — 45. Административный центр — Орлеан. Население — 674 913 человек (2010).

## География
Площадь территории — 6775 км².

## История
Луаре был одним из первых департаментов, образованных во время Великой французской революции в марте 1790 года. Возник на территории бывшей провинции Орлеане. Название происходит от реки Луаре, притока Луары.

## Достопримечательности
- Шамероль — старинный замок на воде в коммуне Шильё-о-Буа[фр.].
- Бон ― замок XIX века в коммуне Линьи-ле-Рибо[фр.].